# کلاووک (آلاسکا)
کلاووک (به انگلیسی: Klawock) شهری در ناحیه سرشماری پرینس آو ویلز-هایدر ایالت آلاسکا است که جمعیت آن در سرشماری سال ۲۰۰۰ میلادی ۸۵۴ نفر بوده‌است.